# Primarias de gobernadores regionales de Chile Vamos de 2020
El 29 de noviembre de 2020 se llevaron a cabo las elecciones primarias de gobernadores regionales realizadas por la coalición Chile Vamos, de manera simultánea con las primarias inscritas por los pactos Frente Amplio y Unidad Constituyente. A partir de estas primarias se decidió quiénes fueron los candidatos a gobernador en determinadas regiones.

## Candidaturas
El 30 de septiembre fueron inscritas las candidaturas a las primarias ante el Servicio Electoral de Chile (Servel). Se definió que las primarias de gobernadores regionales se realizarían en Tarapacá, Antofagasta, Coquimbo, Valparaíso, Maule, Los Ríos y Aysén.
La lista de candidaturas a las primarias es la siguiente:
| Región      | UDI                    | RN                      | Evópoli         | Independientes   |
| ----------- | ---------------------- | ----------------------- | --------------- | ---------------- |
| Tarapacá    | Jorge Fistonic         | Espártago Ferrari Pavez | Felipe Rojas    | —                |
| Antofagasta | Alejandra Oliden       | Marco Antonio Díaz      | Sacha Razmilic  | Eslayne Portilla |
| Atacama     | Patricia González      | Fernando Ghiglino       | —               | Miguel Fortt     |
| Coquimbo    | Marco Antonio Sulantay | Adriana Peñafiel        | —               | Darío Molina     |
| Maule       | César Muñoz            | George Bordachar        | —               | —                |
| Los Ríos    | —                      | María José Gatica       | Margot Cárdenas | Eduardo Holck    |
| Aysén       | Oscar Catalán          | Raúl Rudolphi           | —               | Orlando Baesler  |

El 3 de octubre se realizó el sorteo del orden de las listas en las papeletas de votación, obteniendo Chile Vamos la letra C.

## Resultados

### Resultados nacionales
| Partido                       | Votos  | %       | Candidatos | Nominados |
| ----------------------------- | ------ | ------- | ---------- | --------- |
| Renovación Nacional           | 20 288 | 47,88%  | 7          | 5         |
| Unión Demócrata Independiente | 12 950 | 30,56%  | 6          | 2         |
| Independientes                | 5944   | 14,03%  | 5          | 0         |
| Evolución Política            | 3195   | 7,54%   | 3          | 0         |
| Votos válidamente emitidos    | 42 377 | 100,00% | 21         | 7         |

### Región de Tarapacá
| Candidato                              | Partido | Votos | %       | Nominado |
| -------------------------------------- | ------- | ----- | ------- | -------- |
| FELIPE ROJAS ANDRADE                   | Evópoli | 941   | 28,78%  |          |
| JORGE ANDRES RAMON FISTONIC GLASINOVIC | UDI     | 1261  | 38,56%  | *        |
| ESPARTAGO ALFREDO FERRARI PAVEZ        | RN      | 1068  | 32,66%  |          |
| Votos válidamente emitidos             |         | 3270  | 100,00% |          |

### Región de Antofagasta
| Candidato                      | Partido | Votos | %       | Nominado |
| ------------------------------ | ------- | ----- | ------- | -------- |
| MARCO ANTONIO DIAZ MUÑOZ       | RN      | 1628  | 33,27%  | *        |
| ALEJANDRA XIMENA OLIDEN VEGA   | UDI     | 789   | 16,12%  |          |
| SACHA RAZMILIC BURGOS          | EVOPOLI | 1411  | 28,83%  |          |
| ESLAYNE DAVID PORTILLA BARRAZA | IND     | 1066  | 21,78%  |          |
| Votos válidamente emitidos     |         | 4894  | 100,00% |          |

### Región de Atacama
| Candidato                         | Partido | Votos | %       | Nominado |
| --------------------------------- | ------- | ----- | ------- | -------- |
| PATRICIA ANDREA GONZALEZ BRIZUELA | UDI     | 828   | 34,20%  |          |
| FERNANDO ALFONSO GHIGLINO PIZARRO | RN      | 933   | 38,54%  | *        |
| MIGUEL FORTT ZANONI               | IND     | 660   | 27,26%  |          |
| Votos válidamente emitidos        |         | 2421  | 100,00% |          |

### Región de Coquimbo
| Candidato                          | Partido | Votos | %       | Nominado |
| ---------------------------------- | ------- | ----- | ------- | -------- |
| ADRIANA VALERIA PEÑAFIEL VILLAFAÑE | RN      | 2271  | 38,67%  |          |
| MARCO ANTONIO SULANTAY OLIVARES    | UDI     | 2328  | 39,64%  | *        |
| DARIO ALEXIS MOLINA SANHUEZA       | IND     | 1274  | 21,69%  |          |
| Votos válidamente emitidos         |         | 5873  | 100,00% |          |

### Región del Maule
| Candidato                  | Partido | Votos  | %       | Nominado |
| -------------------------- | ------- | ------ | ------- | -------- |
| CESAR MANUEL MUÑOZ VERGARA | UDI     | 5871   | 47,25%  |          |
| GEORGE BORDACHAR SOTOMAYOR | RN      | 6554   | 52,75%  | *        |
| Votos válidamente emitidos |         | 12 425 | 100,00% |          |

### Región de los Ríos
| Candidato                  | Partido | Votos | %       | Nominado |
| -------------------------- | ------- | ----- | ------- | -------- |
| MARIA JOSE GATICA BERTIN   | RN      | 5803  | 62,55%  | *        |
| MARGOT CARDENAS SANDOVAL   | EVOPOLI | 843   | 9,09%   |          |
| EDUARDO HOLCK KUSCH        | IND     | 2631  | 28,36%  |          |
| Votos válidamente emitidos |         | 9277  | 100,00% |          |

### Región de Aysén
| Candidato                     | Partido | Votos | %       | Nominado |
| ----------------------------- | ------- | ----- | ------- | -------- |
| OSCAR CATALAN SANCHEZ         | UDI     | 1873  | 44,42%  |          |
| RAUL EDUARDO RUDOLPHI ALTANER | RN      | 2031  | 48,16%  | *        |
| ORLANDO JAIME BAESLER HEGER   | IND     | 313   | 7,42%   |          |
| Votos válidamente emitidos    |         | 4217  | 100,00% |          |